# Pedro da Costa de Sousa de Macedo
Pedro da Costa de Sousa de Macedo ComC • ComNSC (Lisboa, 14 de Maio de 1821 — Lisboa, 7 de Dezembro de 1901), 1.º conde de Vila Franca do Campo, foi um aristocrata, diplomata e político, que, entre outras funções, exerceu o cargo de governador civil dos distritos de Ponta Delgada e do Porto, deputado às Cortes (1848), secretário da legação portuguesa em São Petersburgo e depois em Roma, secretário na embaixada na Santa Sé e enviado extraordinário e ministro plenipotenciário junto da corte do Império Russo e em Madrid. Publicou algumas obras para teatro.

## Biografia
Pedro da Costa de Sousa de Macedo nasceu em Lisboa, filho de Luís da Costa de Sousa de Macedo e Albuquerque (1780–1853), o 1.º conde e 3.º visconde de Mesquitela, e de sua esposa Maria Inácia de Saldanha Oliveira e Daun, o que o fazia sobrinho materno do poderoso João Oliveira e Daun, Duque de Saldanha. Pertencente a uma das mais poderosas famílias da aristocracia portuguesa, foi irmão de João Afonso da Costa de Sousa de Macedo e Albuquerque, político e 2.º conde de Mesquitela, e de António da Costa de Sousa de Macedo, publicista e político que foi o primeiro a exercer o cargo de Ministro da Instrução Pública em Portugal.
Cursou a Escola Politécnica de Lisboa, adquirindo uma notável educação literária e científica, vindo a revelar-se um intelectual de grande relevo e um escritor de mérito. Possuía profundos conhecimentos da língua latina.
Em 1846 iniciou uma carreira no funcionalismo público, sendo nomeado secretário do governo civil do Distrito de Faro. No exercício dessas funções foi eleito deputado às Cortes nas eleições gerais de 28 de Novembro e 12 de Dezembro de 1847 para a 7.ª legislatura (1848-1851), em representação do círculo eleitoral do Douro. Prestou juramento a 28 de Janeiro de 1848, mas interrompeu a sua actividade parlamentar logo no ano imediato ao ser nomeado secretário-geral do governo civil do Distrito de Ponta Delgada e depois governador civil daquele distrito, cargo que exerceu de 25 de Janeiro a 4 de Julho de 1849.
Exerceu funções em Ponta Delgada numa época difícil da política nacional e local, distinguindo-se pelo bom senso e tacto político. Durante a sua permanência nos Açores fundou o periódico A Verdade, um semanário político e literário que funcionava como órgão do governo e do partido que o suportava. Atendendo àquela que era a principal reivindicação micaelense da época, mandou elaborar um estudo sobre a viabilidade de ser construído um porto artificial em Ponta Delgada, dando um poderoso impulso ao processo que levaria à construção, duas décadas depois, do Porto de Ponta Delgada.
Nas suas funções de deputado destacou-se pela erudição das suas intervenções e pela acção aguerrida contra o cabralismo, gerando frequentes polémicas. Alinhando sempre pelas posições políticas do seu tio, o marechal duque de Saldanha, no período anterior à sua ida para Ponta Delgada pautou a sua intervenção pela exigência de um rigoroso inquérito à actuação das autoridades civis e militares durante os confrontos da Patuleia (1846-1847) e na procura da responsabilização dos políticos que tinha conduzido Portugal àquela situação extrema. Apresentou propostas de lei sobre a propriedade literária e pronunciou-se pela inconstitucionalidade das eleições indirectas à luz da Carta Constitucional.
Após o seu regresso dos Açores defendeu a liberdade de imprensa, opondo-se à proposta de lei que a pretendia regular, defendendo a completa ausência de censura desde que se mantivesse o sentido de responsabilidade. Também exigiu que o governo comprovasse a sua actuação como governador civil de Ponta Delgada, face a suspeitas levantadas pelo seu principal opositor na Câmara dos Deputados, o deputado António Pereira dos Reis.
Seguindo na esteira do seu tio marechal Saldanha, aderiu à Regeneração em 1850, sendo nomeado governador civil do Distrito do Porto, cargo que exerceu entre 29 de Abril de 1851 e 18 de Fevereiro de 1852, ano em que, novamente seguindo o seu tio, ingressou na carreira diplomática.
No exercício de funções diplomáticas, foi secretário da legação de Portugal em São Petersburgo e depois em Roma, na embaixada junto da Santa Sé, quando ali era embaixador de Portugal o duque de Saldanha. Os seus conhecimentos de latim permitiram-lhe uma influência decisiva nas importantes conversações então mantidas com a Santa Sé na busca da normalização das relações com Portugal e na defesa do Padroado do Oriente.
Depois da sua passagem por Roma, foi ministro junto da Corte do Imperador da Rússia, em São Petersburgo e em Madrid, retirando-se da vida diplomática activa por doença. Foi-lhe concedido o título de conde de Vila Franca do Campo, por decreto de 4 de Agosto de 1870, do rei D. Luís I de Portugal.
Escreveu peças de teatro com êxito e aplauso do público, com destaque para a obra Os dois campeões ou a Corte de D. João I, publicada em 1841 e representada no Teatro da Rua dos Condes com aplauso dos intelectuais da época. Também se dedicou à investigação histórica, publicando a obra D. João I e a Aliança Inglesa : Investigações Histórico-Sociais (Coimbra, 1884).
Foi moço fidalgo com exercício no Paço, conselheiro de Estado. Foi agraciado com a grã-cruz da Ordem de Carlos III de Espanha e com o grau de comendador da Ordem de Cristo e da Ordem de Nossa Senhora da Conceição de Vila Viçosa. Era sócio da Academia Real das Ciências de Lisboa e do Conservatório Real de Lisboa.
Teve como filho varão Luís da Costa de Sousa e Macedo